# Orzu
Orzu – wieś w Rumunii, w okręgu Gorj, w gminie Negomir. W 2011 roku liczyła 218 mieszkańców.